# Pereda (Ribera de Arriba)
Pereda (oficialmente en asturiano Perera) es una parroquia española del concejo de Ribera de Arriba, perteneciente a la comunidad autónoma de Asturias. En 2023, la entidad colectiva de población tenía empadronados 342 habitantes.